# 1971 Hagihara
1971 Hagihara è un asteroide della fascia principale. Scoperto nel 1955, presenta un'orbita caratterizzata da un semiasse maggiore pari a 2,9924354 UA e da un'eccentricità di 0,0853704, inclinata di 8,69903° rispetto all'eclittica.
L'asteroide è dedicato all'astronomo giapponese Yusuke Hagihara.